# Vlag van Ruiselede
De vlag van Ruiselede werd door de gemeenteraad op 27 september 1985 officieel vastgesteld als de gemeentelijke vlag van de West-Vlaamse gemeente Ruiselede. Op 2 december 1985 werd hij door het Bestuur van Vlaanderen bevestigd en uiteindelijk gepubliceerd op 8 juli 1986 in het officiële Belgisch Staatsblad.
Officieel wordt de vlag beschreven als:
Twee even hoge banen van wit en van zwart met op het wit een rode hoekige dwarsbalk.
De vlag is volledig gebaseerd op het gemeentewapen en ziet er dus helemaal hetzelfde uit.
In 2025 is Ruiselede opgegaan in de gemeente Wingene. De vlag is daardoor als gemeentevlag komen te vervallen.

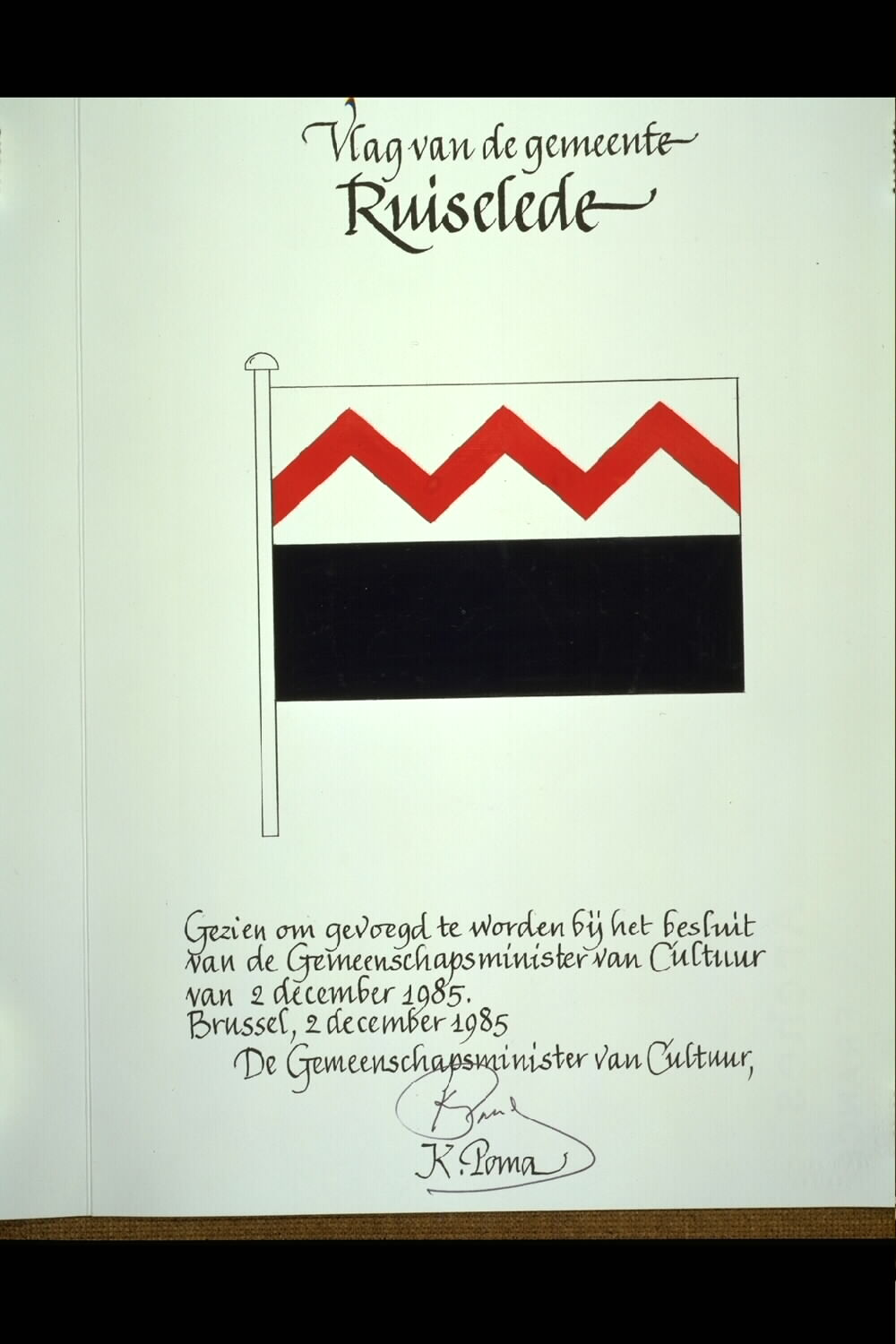
Ontwerp vlag getekend door Karel Poma